# Plavățu
Plavățu – wieś w Rumunii, w okręgu Buzău, w gminie Mânzălești. W 2011 roku liczyła 92 mieszkańców.